# HK Gladiators Trnava
A HK Gladiators Trnava egy szlovák jégkorongcsapat Nagyszombaton. A csapat a másodosztályú TIPOS Slovenská hokejová ligában játszik. A csapat beceneve a Gladiátori, ami magyarul gladiátorokat jelent.

## Története
A csapatot 1957-ben alapították.

### Korábban használt nevek
- Spartak
- Klub ľadových športov Spartak Trnava
- Korčuliarsky klub
- HK Trnava
- HK Gladiators Trnava

## Statisztikák
| Főszezon | Főszezon | Főszezon | Főszezon | Főszezon | Főszezon | Főszezon | Főszezon | Főszezon | Rájátszás                   | Rájátszás                           | Rájátszás                   | Rájátszás                   |
| Szezon   | LM       | GY       | GY. H.   | V. H.    | V        | G        | P        | Helyezés | Kvalifikáció                | Negyeddöntő                         | Elődöntő                    | Döntő                       |
| -------- | -------- | -------- | -------- | -------- | -------- | -------- | -------- | -------- | --------------------------- | ----------------------------------- | --------------------------- | --------------------------- |
| 2022–23  | 46       | 19       | 9        | 5        | 13       | 175-149  | 80       | 4.       | -                           | Vereség HK VITAR Martin ellen (3-4) | -                           | -                           |
| 2023–24  | 46       | 11       | 5        | 7        | 23       | 148-182  | 50       | 11.      | Nem jutott be a rájátszásba | Nem jutott be a rájátszásba         | Nem jutott be a rájátszásba | Nem jutott be a rájátszásba |
| 2024–25  | 46       | 11       | 1        | 5        | 29       | 87:178   | 40       | 11.      | Nem jutott be a rájátszásba | Nem jutott be a rájátszásba         | Nem jutott be a rájátszásba | Nem jutott be a rájátszásba |